# Сирийская Арабская Республика

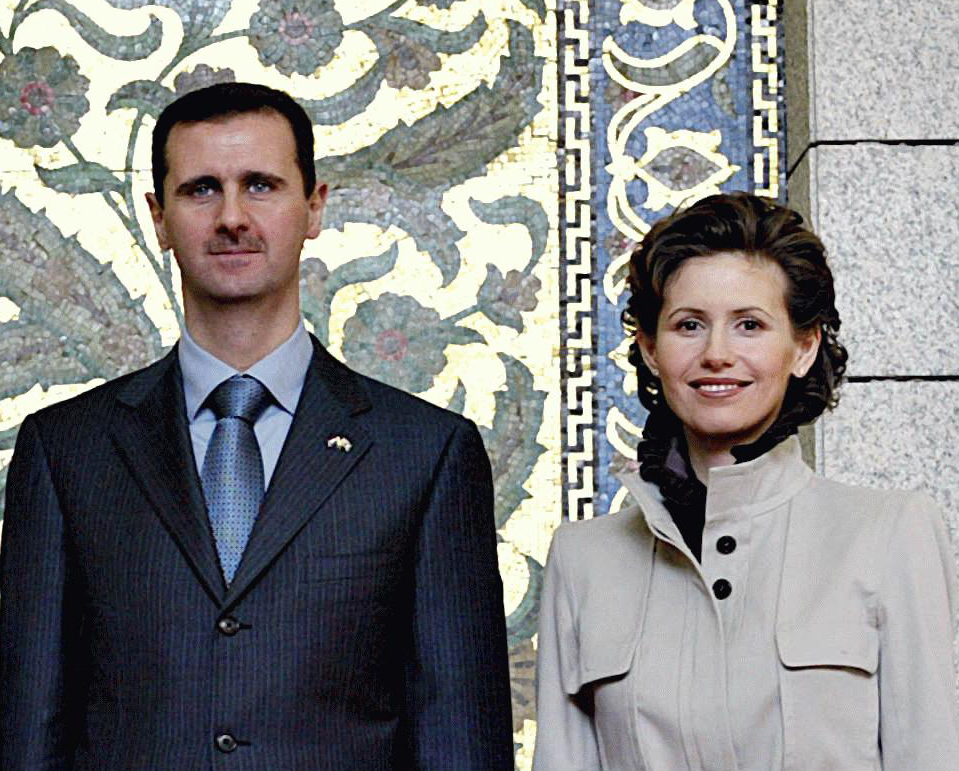
Последний президент Баасистской Сирии Башар Асад и его жена Асма аль-Асад

Баа́систская Си́рия (араб. سوريا البعثية‎), официально Сири́йская Ара́бская Респу́блика (аббрев. САР; араб. ٱلْجُمْهُورِيَّةُ ٱلْعَرَبِيَّةُ ٱلسُّورِيَّةُ‎), — сирийское государство, существовавшее с 8 марта 1963 года вплоть до 8 декабря 2024 года, в этот период находилась под властью сирийского отделения партии «Баас». В этот период был установлен диктаторский режим, называемый либо тоталитарным, либо авторитарным.
В 2011 году в Сирии началась гражданская война, в которой участвовали сторонники официального правительства (партия «Баас» и президент Башар Асад), вооружённая оппозиционная коалиция, курдские автономисты, боевики ИГ, а также множество других группировок исламистского толка. Конфликт сопровождался масштабным иностранным военным вмешательством. В ночь с 7 на 8 декабря 2024 года в результате масштабного наступления оппозиции и взятия ими Дамаска режим Башара Асада пал.

## История
После выхода Сирии из Объединённой Арабской Республики, в стране начался «сепаратистский период», который возглавил либерал Назим аль-Кудси. Он вернул многие национализированные предприятия прежним владельцам. 28 марта 1962 года в стране вновь произошёл переворот под руководством всё той же группы армейских офицеров. Аль-Кудси и его премьер-министр были арестованы. Через 5 дней сторонники прежнего режима свергли временное правительство, и аль-Кудси вновь стал президентом страны.
8 марта 1963 года в Сирии вновь произошёл военный переворот, в результате которого к власти пришла Партия арабского социалистического возрождения (ПАСВ). В 1964 году была принята новая конституция, в которой была закреплена ведущая роль ПАСВ. Страну возглавил Амин аль-Хафез, начавший радикальные социалистические реформы. В частности, вновь была проведена национализация основных отраслей хозяйства. 23 февраля 1966 года Сирию потряс уже пятый за 4 года переворот под руководством Салаха Джадида и Хафеза аль-Асада. Амин аль-Хафез был свергнут, но ПАСВ осталась у власти, и социалистический путь развития Сирии остался в целом неизменным.
В 1967 году в ходе Шестидневной войны Голанские высоты были оккупированы Израилем. Удары израильской авиации в ходе войны нанесли огромный ущерб экономике. Неспособность правительства обеспечить восстановление промышленности после войны привела к антиправительственным акциям в 1968—1969 годах. В ноябре 1970 года в результате «исправительного движения» в ПАСВ, которое возглавил Хафез аль-Асад, группировка Салаха Джадида была отстранена от власти. СССР оказал Сирии помощь в модернизации экономики и вооружённых сил.
В 1973 году Сирия вместе с другими арабскими государствами напала на Израиль. Разгромить Израиль арабам не удалось, и через 18 дней война была прекращена. По решению Совета Безопасности ООН по окончании войны в 1973 году создана буферная зона, разделяющая Израиль и Сирию. В настоящий момент Голанские высоты контролируются Израилем, но Сирия требует их возвращения.
В 1976 году сирийские войска вошли в Ливан, вмешавшись в гражданскую войну. Война закончилась в 1990 году, когда в Ливане установилось правительство, поддерживающее дружеские отношения с Сирией. Сирийские войска покинули Ливан лишь в 2005 году, после убийства ливанского премьер-министра Рафика Харири.
Сирия поддержала Иран в ирано-иракской войне 1980—1988 годов.

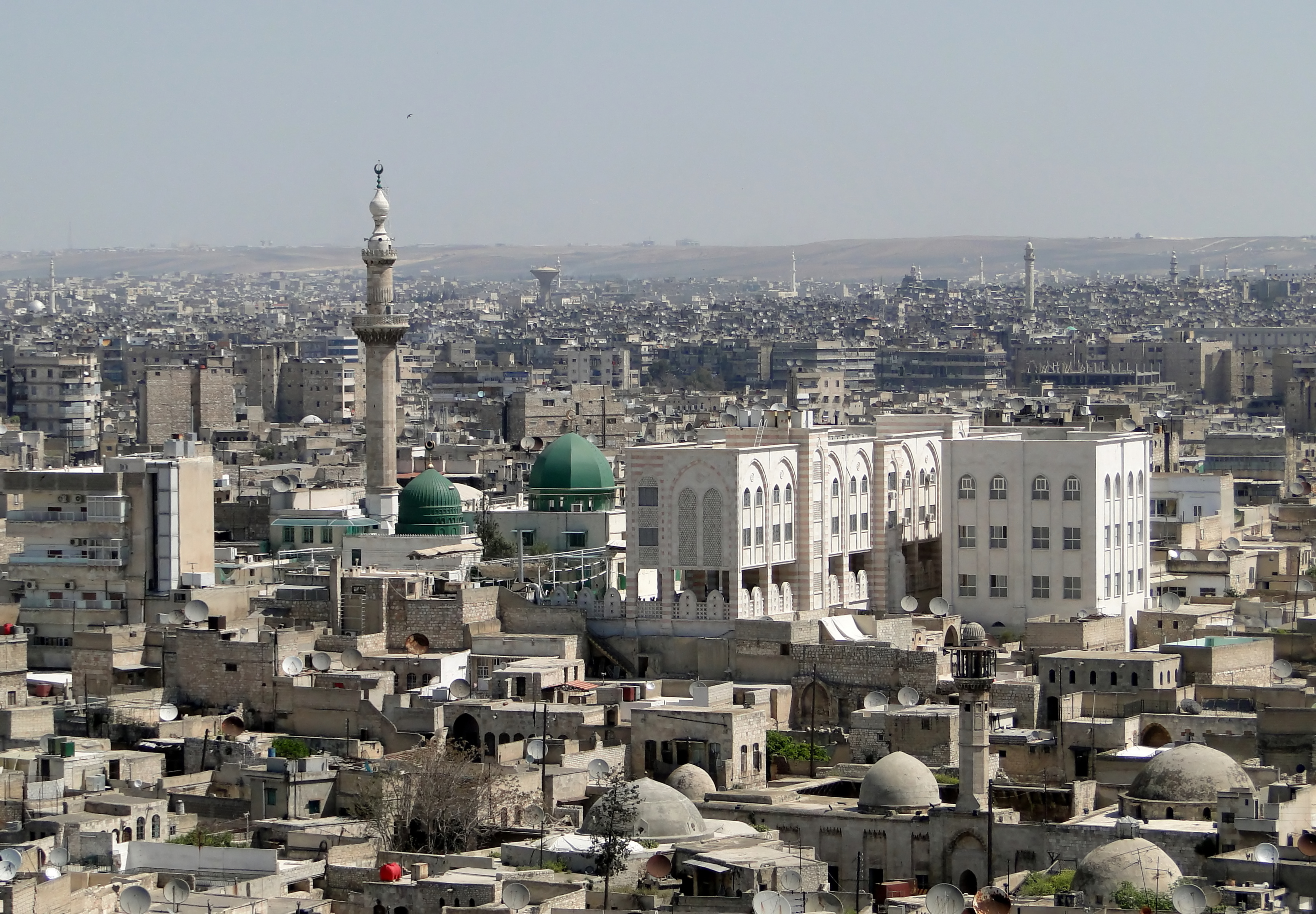
Вид на город Алеппо, 2010 год

В 1976—1982 годах в стране развернулась вооружённая борьба исламистов против правящей партии Баас, сопровождавшаяся массовыми выступлениями и террористическими актами. События получили название исламского восстания. Во главе восстания стояла суннитская организация Братья-мусульмане. Ключевым эпизодом стала резня в Хаме в феврале 1982 года, в ходе которой сирийская армия подвергла бомбардировке, а затем взяла штурмом оплот оппозиции город Хама. По разным оценкам, от 17 до 40 тысяч человек были убиты, в их числе 1000 солдат.
После кончины 10 июня 2000 года Хафеза аль-Асада, бессменно руководившего страной почти 30 лет, президентом, по итогам референдума, был избран его сын Башар аль-Асад.
В опубликованном в 2002 году докладе Госдепа США «Черты международного терроризма в 2001 году» Сирия была названа государством, поддерживающим терроризм. В 2003 году в ответ на критику вторжения коалиционных сил в Ирак США обвинили Сирию в поддержке терроризма и наложили на неё санкции.
По некоторым сведениям в ходе израильско-ливанской войны в 2006 году Сирия поставляла оружие Хезболле.
27 мая 2007 года в ходе референдума Башар аль-Асад был переизбран на новый семилетний президентский срок. Его поддержали 97,62 % избирателей.

### Гражданская война
Революции, происходящие на Ближнем Востоке, перекинулись и на Сирию. В марте 2011 года в городе Даръа на юге страны, а затем и в других городах страны начались выступления с требованиями изменить существующий режим. Эти выступления по большей части начинались по пятницам после пятничных молитв, из-за чего они стали называться «пятничной революцией». Требования выдвигались разные, от отставки правительства до свержения режима. В связи с этим руководство страны пошло на серьёзные изменения: отменило закон о чрезвычайном положении, законы о СМИ и политических партиях, заявило о начале демократических реформ.
11 декабря 2012 года информационные агентства передали, что США больше не воспринимают Башара Асада как лидера Сирии и делают ставку на вооружённую оппозиционную коалицию.
3 июня 2014 года в Сирии прошли первые выборы главы государства с момента прихода к власти партии «Баас» в 1963 году, на которых Башар Асад переизбран на третий срок[уточнить].
К лету 2014 года восточная часть страны оказалась под властью Исламского государства, провозгласившего создание халифата на части территории Сирии и Ирака со столицей в городе Ракка.
На апрель 2015 года в результате боевых действий 3,9 млн сирийцев покинули свою страну, а ещё 7,6 млн — внутренне перемещённые лица. В основном беженцы находят приют в Египте, Иордании, Ливане и Турции, около 200 тыс. человек выехали в европейские государства, из-за чего число мигрантов у границ Евросоюза достигло в июле 2015 года наивысшего показателя с начала ведения такового подсчёта в 2008 году. По мере восстановления контроля властями над территориями начался возврат беженцев, готовы вернуться порядка 1-1,7 миллиона беженцев.
После ряда серьёзных поражений в 2015 году в конце сентября официальный Дамаск обратился к РФ за военной помощью. 30 сентября Россия официально подтвердила переброску в Сирию авиационной группировки из нескольких десятков самолётов и вертолётов и подразделений обеспечения.
В марте 2015 госсекретарь США заявил о необходимости наладить диалог с официальным правительством Сирии. По данным корреспондентов The Wall Street Journal Нур Малас и Кэрол Ли, Администрация президента США Барака Обамы на протяжении ряда лет проводила тайные переговоры с представителями сирийских властей с целью найти людей, которые были бы готовы оказать помощь в совершении военного переворота и отстранения от руководства страной действующего президента Башара Асада.
30 сентября 2015 года президентом РФ Владимиром Путиным был отдан приказ на применение ВКС РФ в Сирии в качестве поддержки президента Башара Асада в войне против вооружённой оппозиции и ИГ.
В период 2015—2016 годов боевые действия продолжались на всей территории страны. Шли уличные бои с применением тяжёлых вооружений в нескольких крупных городах страны, включая столицу.
Переломным моментом в военном конфликте стало освобождение сирийской армией города Алеппо 22 декабря 2016 года. К концу осени 2017 года Исламское государство потеряло большую часть своих территорий в Сирии, сохранив за собой лишь несколько небольших подконтрольных ему территорий в разных частях страны (лагерь Ярмук к югу от Дамаска, юг мухафазы Идлиб, мухафаза Эль-Кунейтра, а также небольшие территории восточного берега реки Евфрат). 6 декабря 2017 года президент России Владимир Путин официально объявил о полном разгроме Исламского государства. После завершения операции на востоке страны основные боевые действия переместились в мухафазу Идлиб.
27 ноября 2024 года оппозиционная исламистская группировка «Хайят Тахрир аш-Шам» (ХТШ) объявила о начале наступления в западной части провинции Алеппо. К наступлению также присоединилась, поддерживаемая Турцией, оппозиционная Сирийская национальная армия (СНА). 5 декабря оппозиция вошла в Хаму. Правительственные войска продолжили отступать на юг, а 6 декабря 2024 года они отступили из Дайр-эз-Заура в направлении Дамаска.
Утром 7 декабря 2024 года силы оппозиции вошли в регион Риф-Дамаск с юга и приблизились к столице Сирии на расстояние 20 км. Позже, Башар Асад покинул Сирию на своём личном самолёте, в последствии прилетев в Россию, где ему выдали убежище, что ознаменовало победу оппозиции над режимом Асада.

## Государственное устройство
Сирийская Арабская Республика — многопартийная президентско-парламентская республика.
Глава государства — президент. Президент согласно конституции страны избирается на 7 лет, количество сроков пребывания у власти конституционно ограничено двумя сроками подряд. Президент имеет право назначать кабинет министров, объявлять военное или чрезвычайное положение, подписывать законы, объявлять амнистию, а также производить поправки к конституции. Президент определяет внешнюю политику страны и является верховным главнокомандующим вооружённых сил.
Законодательная власть в стране представлена Народным советом (араб. مجلس الشعب‎ — Меджлис аш-Шааб). Депутаты 250-местного парламента избираются прямым голосованием на 4-летний срок. Последние парламентские выборы были проведены 19 июля 2020 года. В Сирии сохраняется система с доминирующей партией, в которой главную роль играет партия Баас. При этом к выборам допускаются малые партии, не имеющие существенного влияния. Во главе с Баас они формируют Национальный прогрессивный фронт Сирии (НПФ). Некоторые депутаты Народного совета не имеют партийной принадлежности. Народный совет утверждает бюджет страны, а также занимается законодательной деятельностью.
Судебная система представляет собой уникальное сочетание исламских, османских и французских традиций. Основой законодательства Сирии является, согласно конституции, исламское право, хотя фактически действующее законодательство базируется на Кодексе Наполеона. Существуют три уровня судов: Суд первой инстанции, Апелляционный суд и Конституционный суд, являющийся высшей инстанцией. Конституционный суд состоит из пяти судей, одним из которых является президент Сирии, а четыре других назначаются президентом. Таким образом в руках президента сосредоточен полный контроль как за исполнительной, так и за законодательной и судебной властью.
В дополнение к этому, система религиозных судов занимается вопросами семьи и прочими бытовыми делами.

### Правительство
Правительство Сирийской Арабской Республики возглавлял премьер-министр.
15 февраля 2006 года был приведён к присяге в качестве вице-президента Сирии кадровый дипломат Фарук Шараа, который в качестве вице-президента должен курировать внешнюю политику страны и политику в области информации. Присягу также принесли новые министры, назначенные в ходе правительственных перестановок 11 февраля.
МИД Сирии возглавял Валид аль-Муаллем, который в течение десяти лет был послом Сирии в США, а с начала 2005 года занимал пост заместителя главы МИДа. В правительство Мухаммеда Наджи Отри вошли ещё 14 новых министров. Руководитель военной полиции Бассам Абдель Маджид занял пост министра внутренних дел, остававшийся вакантным после самоубийства бывшего руководителя МВД Сирии Гази Канаана в октябре 2005 года. Сохранили свои посты вице-премьер по экономике Абдалла Дардари, министр обороны Хасан Туркмани, министр финансов Мухаммед аль-Хусейн, министр экономики и торговли Амер Лютфи. В ходе последующих кадровых изменений министром обороны стал бывший начальник Генерального штаба ВС Сирии Али Хабиб, а министром экономики стала Ламия Аси.

### Права человека
С 1963 года в Сирийской Арабской Республике действовало чрезвычайное положение, в связи с чем имели место расширенные полномочия правоохранительных органов. Из-за этого страна часто сталкивалась с обвинениями в нарушении гражданских прав. В частности, организация Amnesty International неоднократно упоминала в своих отчётах о наличии в стране сотен политзаключённых, о применении пыток в качестве обычной практики, об отсутствии справедливой и независимой судебной системы, о дискриминации женщин и национальных меньшинств.
Сирийская Арабская Республика была одной из самых светских стран арабского мира.
В апреле 2011 года режим чрезвычайного положения был отменён.
В стране проживают представители нескольких религий и народов. В 1960—1980 годы официальная власть проводила жёсткую ассимиляцию курдского меньшинства (10 % курдов имели не гражданство, а вид на жительство, с 2011 года права курдов были повышены до закрепления отдельным законом вместо «общих оснований»). С 60-х годов в стране были запрещены печатные издания на курдском языке, его преподавание в школах и даже использование в личном общении в общественных местах. Курды не имели права на создание культурно-просветительных, общественных и спортивных организаций. Какого-либо вооружённого противостояния это не вызвало, параллельно в соседней Турции «курдский» вопрос постоянно находится в острой военной стадии.
В начале 1980-х имело место локальное восстание вооружённой внеправительственной религиозной группировки, жертвами которого стали до 40 000 человек.
В стране применялась смертная казнь.
Ряд правозащитных организаций в своих отчётах регулярно характеризовали Сирийскую Арабскую Республику как крайне неблагоприятную страну с точки зрения соблюдения прав человека. Human Rights Watch, Amnesty International, Freedom House и другие обвиняют сирийские власти в ограничении свободы слова, свободы собраний, применении пыток и лишении медицинской помощи.
Согласно данным Thomson Reuters Foundation, опубликовавшего в январе 2019 года рейтинг самых опасных для женщин стран мира, Сирия занимает третью позицию в списке государств с наибольшим количеством рисков для женщины в плане здравоохранения, доступа к экономическим ресурсам, обычной жизни, сексуального насилия, торговли людьми.

### Внешняя политика
Внешняя политика Сирийской Арабской Республики была ориентирована, прежде всего, на урегулирование всех, в том числе территориальных — связанных с возвращением Голанских высот под юрисдикцию Дамаска — споров с Израилем. Хотя отношениям Сирии с прочими арабскими странами был нанесён ущерб после того, как президент Хафез Асад выступил в поддержку Ирана во время ирано-иракской войны, сирийская дипломатия всячески пытается сплотить арабский мир вокруг проблемы ближневосточного урегулирования.
Особые отношения складывались у Сирийской Арабской Республики с Россией. Дамаск рассматривал Российскую Федерацию как своего главного военно-политического и торгово-экономического партнёра. Рассматривалась возможность размещения в средиземноморском порту Тартус российской военно-морской базы. Традиционно Россия являлась поставщиком вооружения и другой продукции военного назначения в Сирийскую Арабскую Республику.
По словам замглавы МИД РФ, двусторонние отношения РФ и Сирийской Арабской Республики включали политику, экономику, сферу инвестиций и культуру.
По состоянию на 2011 год в Сирийской Арабской Республике проживало 75—100 тысяч граждан РФ. Десятилетиями действуют договоры о сотрудничестве в различных сферах на уровне правительства.
Россия считала Сирийский Курдистан частью Сирийской Арабской Республики, и с 2016 года в РФ открыта общественная организация сирийских курдов.
С Западом отношения были более натянутые. США обвиняли власти Сирийской Арабской Республики в спонсировании международного терроризма, поощрении иракского сопротивления, вооружении Хезболлы. Также США неоднократно обвиняли правительство Башара Асада в нарушении прав человека и диктаторских методах управления.
Отношения с Францией в течение десятилетий оставались хорошими, благодаря огромной работе и инвестициям в экономику Сирии, начатым ещё в период до Второй мировой войны.
20 июля 2022 года Сирийская Арабская Республика объявила о разрыве дипломатических отношений с Украиной. Поводом к данному решению стали действия Киева, который ещё в 2018 году отказался продлить визы сирийским дипломатам.
Состояла в неформальном военно-политическом блоке с Ираном, именуемым «Осью сопротивления».

## Административное деление
САР делилась на 14 мухафаз, глава которых назначается министром внутренних дел после утверждения кабинета министров. В каждой мухафазе выбирается местный парламент. Мухафаза Кунейтра оккупирована Израилем с 1973 года, часть мухафазы находится под управлением ООН.
| Номер на карте | Русское название | Арабское название | Население (2021) | Город          |
| -------------- | ---------------- | ----------------- | ---------------- | -------------- |
| 1.             | Дамаск           | دمشق              | 2 103 000        | Дамаск         |
| 2.             | Риф Дамаск       | ریف دمشق          | 3 372 000        | Дамаск         |
| 3.             | Эль-Кунейтра     | القنيطرة          | 124 000          | Эль-Кунейтра   |
| 4.             | Даръа            | درعا              | 966 000          | Даръа          |
| 5.             | Эс-Сувайда       | السويداء          | 540 000          | Эс-Сувайда     |
| 6.             | Хомс             | حمص               | 1 790 000        | Хомс           |
| 7.             | Тартус           | طرطوس             | 1 172 000        | Тартус         |
| 8.             | Латакия          | اللاذقية          | 1 346 000        | Латакия        |
| 9.             | Хама             | حماه              | 2 147 000        | Хама           |
| 10.            | Идлиб            | ادلب              | 1 172 000        | Идлиб          |
| 11.            | Халеб            | حلب               | 4 118 000        | Халеб (Алеппо) |
| 12.            | Эр-Ракка         | الرقة             | 940 000          | Эр-Ракка       |
| 13.            | Дайр-эз-Заур     | دير الزور         | 1 267 000        | Дейр-эз-Зор    |
| 14.            | Эль-Хасака       | الحسكة            | 1 865 000        | Эль-Хасака     |

## Население

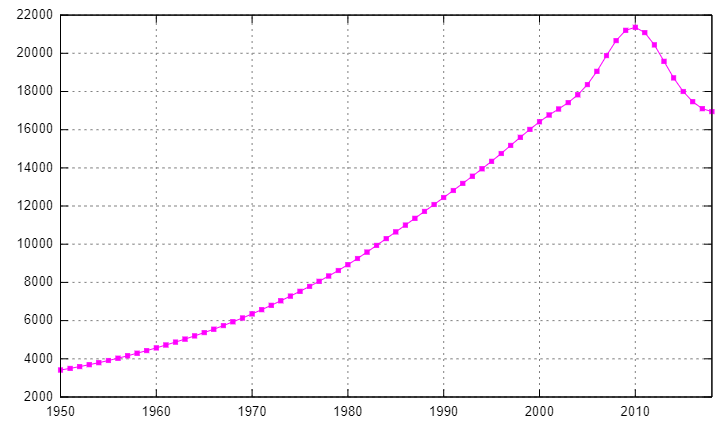
Демографическая кривая Сирии. По вертикальной оси — население, тыс. человек. По горизонтальной оси — год

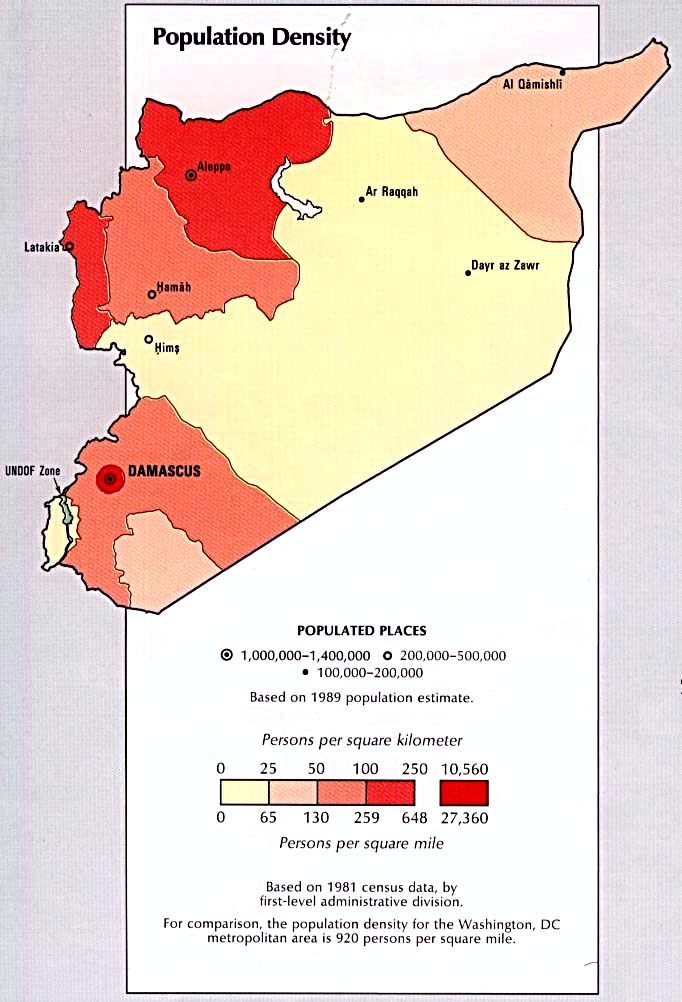
Плотность населения по оценке на 1989 год

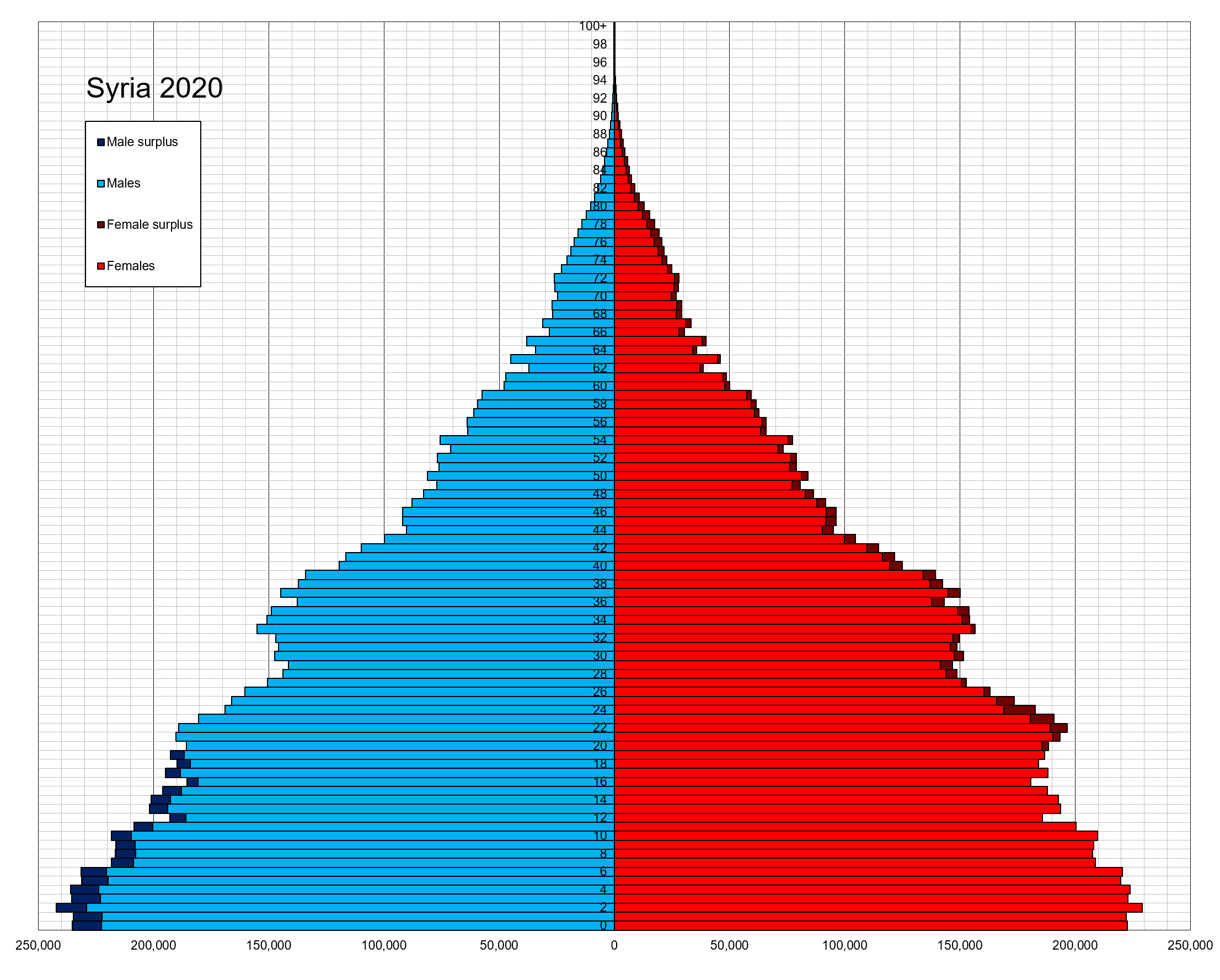
Возрастно-половая пирамида населения Сирии на 2020 год

По данным Фонда Организации Объединённых Наций в области народонаселения, общая численность населения Сирии в 2011 году составила 20,8 млн человек, в том числе 10,5 млн мужчин и 10,3 млн женщин; доля городского населения 56 %, темп роста населения в 2010—2015 годах составит 1,7 %, ожидаемая продолжительность жизни составит 74 года для мужчин и 78 лет для женщин.
Большинство населения было сосредоточено на побережье Средиземного моря и вдоль берегов Евфрата. Плотность населения — 103 чел./км². В САР гарантировалось бесплатное образование с 6 до 11 лет и носит обязательный характер. 12 лет школьного обучения состоят из 6 лет начальной школы, трёх лет общеобразовательной и ещё трёх лет специальной подготовки, необходимой для поступления в университет. Грамотность среди сирийцев старше 15 лет составляет 86 % у мужчин и 73,6 % у женщин.

## Вооружённые силы
Верховным главнокомандующим вооружёнными силами являлся президент страны. Военная служба в САВС осуществлялась по призыву. Юноши призывались в армию на 2 года по достижении призывного возраста (18 лет) и лишь при условии, что у юноши есть по крайней мере один брат. В противном случае он объявляется кормильцем семьи и не подлежит призыву.
Общая численность вооружённых сил за годы гражданской войны существенно сократилась и составляла около 130 тысяч человек (29-е место в мире). Около 14 тысяч сирийских военных находились на территории Ливана до того, как в апреле 2005 года Сирийская Арабская Республика вывела свой иностранный контингент (введённый по просьбе руководства Ливана). Распад Советского Союза, бывшего основным военно-техническим партнёром Сирии, заметно ухудшил положение Сирийских вооружённых сил. С 1990-х годов и по 2024 год Сирийская Арабская Республика закупала оружие в Китае и КНДР. Россия являлась основным поставщиком ремонтной техники и запчастей, а также главным политическим партнёром. Страна также получала финансовую помощь от арабских государств Персидского залива в качестве платы за её участие в операции против Ирака. В дополнение к этому, Сирийская Арабская Республика проводила самостоятельные исследования в области вооружений.
Вооружённые силы включали в себя сухопутные войска, военно-воздушные силы, военно-морской флот и силы противовоздушной обороны.

### Комментарии
1. ↑  Сиро-месопотамская группа диалектов.
2. ↑  Де-юре, согласно конституции. Де-факто официальный статус имели ислам, алавизм, друзизм, христианство и иудаизм[1][2][3].
3. ↑  Из них около 1150 км² захвачены Израилем в 1967 году по результатам Шестидневной войны, а затем присоединены в 1980 году.
4. ↑  До 2012 года — однопартийная
5. ↑  Часто используется название «Баас». С арабского — «возрождение».
6. ↑  Потеря городов Идлиб и Пальмира, а также захват авиабазы Абу-эд-Духур.